# Lil' Flip
Wesley Weston, Jr. (Houston, Texas, 3 de marzo de 1981), más conocido como Lil' Flip, es un rapero estadounidense. Es unos de los raperos freestyles más popular y respetado del sur.

## Biografía

### comienzos
Es conocido por su estilo freestyle, y por ser uno de los primeros raperos originarios de Houston en comenzar en el mainstream y ser reconocido en todo el mundo del rap. Lil' Flip recibió el título de "Freestyle King" del legendario DJ Screw. Ha sido miembro también de Screwed Up Click.

### Carrera musical
El primer álbum de estudio de Flip fue The Leprechaun, lanzado el 18 de julio de 2000 bajo una productora independiente, y vendiendo más de 200.000 copias. El único sencillo que salió a la venta fue "I Can Do Dat". Este fue álbum con el que Flip comenzaría su carrera musical y su ascenso en el panorama musical y en el mundo del rap saliendo de su papel de rapero freestyle, aunque siguió haciendo grabaciones de ese tipo. Hasta la fecha se le atribuyen más de 41 mixtapes, un álbum underground y alrededor de 100 apariciones en canciones de diversos artistas.
Tuvo por esos años una importante disputa con el rapero de Atlanta, T.I.. El feudo empezó cuando Flip fue a Atlanta a un concierto y supuestamente dijo algo despectivo de T.I., de esto se hicieron eco rápidamente las radios underground y las de Hip-Hop, T.I. (que por aquel entonces estaba en la cárcel) se enteró de esto y no le hizo gracia. Una vez salió dijo que Flip aprovechó que él estaba en la cárcel para decir eso y a partir de ahí T.I. le "dedicó" una serie de canciones en las que insultaba a Flip y lo despreciaba. Flip a su vez también hizo lo mismo. En realidad este enfrentamiento se produjo porque Flip dijo que T.I. no era el "King Of South" (título que se había asignado T.I.) sino que él era el único "King Of South". Y durante un tiempo se estuvieron disputando ese título (incluso salían a la luz mixtapes como; T.I. vs Lil' Flip: Fight For The Throne). El asunto se tranquilizó cuando J. Prince les "obligó" a hablar y así resolver el feudo.
Su segundo álbum salió a la venta el 27 de agosto de 2002 y llevó por título, Undaground Legend y solamente en su primera semana vendió más de 70.000 discos, esto motivó más a Flip que poco después lanzaría un Bonus en que se incluían 7 canciones más. El único sencillo lanzado fue "The Way We Ball", aunque solo acertó en la lista de R&B. Flip acusó a T.I. (durante se bronca) de haberle copiado el título para su álbum Urban Legend.
U Gotta Feel Me es el nombre de su tercer álbum el cual salió a la venta el 30 de marzo de 2004, es una edición de dos disco con un total de 21 canciones. El disco vendió 198.000 solamente en su primera semana y más de dos millones de copias en total y alcanzando la posición 4# en la lista de los Estados Unidos, convirtiéndose así en su mayor álbum de éxito hasta la fecha el disco se convirtió en doble platino. En esta ocasión salieron dos singles para la ocasión, el primero fue "Game Over" (el cual uso como instrumental el tono que tenía el Pac-Man) que llegó a la posición 15# de la lista principal y se usó en el film Blade: Trinity, y el segundo sencillo fue "Sunshine" con Lea que llegó a la segunda posición, pasando así a ser su canción más exitosa.
Un año después sacó un sencillo llamado "What It Do" en colaboración y producido por Mannie Fresh el cual promocionaba el próximo disco de Flip llamado I Need Mine. Pero el álbum no llegaría a las tiendas de discos hasta el 27 de marzo de 2007. Se desconoce por qué se retrasó tanto el disco a su salida. Después que el álbum apareciera en venta Flip sacó un segundo sencillo llamado "Ghetto Mindstate" con Lyfe Jennings.
Después de este disco Flip volvió a su frestyle ahora desde su cuenta en YouTube, llamada CloverG TV en donde ofrece videos de lo que mejor hacer y por lo que se ganó el respeto en el mundo del rap, canciones underground freestyle.
En 2009 sorprendió a todos con un nuevo álbum llamado Respect Me y la segunda parte de un álbum anterior; al que llamó Underground Legend Part 2. El primero obtuvo un éxito moderado, pero respetable, sin embargo el segundo fue ignorado casi por completo, es más es muy raro encontrar una copia de este álbum.
Ese mismo año fundó su propia productora independiente llamado Clover G, desde allí es de donde empezó a lanzar independientemente todos sus álbumes. En 2010 lanzó al mercado Ahead of My Time sin apenas ninguna repercusión en el mercado musical. Por esta época Flip se declaró en bancarrota.
En una entrevista confirmó que ya se ha recuperado económicamente y que pretende lanzar un nuevo disco muy pronto, aunque él nunca ha dejado de lanzar mixtapes. En 2013 The Black Dr. Kevorkian veía la luz del día. El álbum tuvo poco éxito y ningún sencillo salió a la venta.

## Discografía
| Año  | Título                                                                       | Posición | Posición |
| Año  | Título                                                                       | U.S.     | U.S. R&B |
| ---- | ---------------------------------------------------------------------------- | -------- | -------- |
| 1999 | The Leprechaun - Primer álbum de estudio - Lanzado: 18 de julio de 2000      | 86       | 67       |
| 2002 | Undaground Legend - Segundo álbum de estudio - Lanzado: 27 de agosto de 2002 | 16       | 2        |
| 2004 | U Gotta Feel Me - Tercer álbum de estudio - Lanzado: 30 de marzo de 2004     | 4        | 3        |
| 2007 | I Need Mine - Cuarto álbum de estudio - Lanzafo: 27 de marzo de 2007         | 14       | 2        |

### álbumes independientes
| Año  | Título                                                                                            | Posición | Posición | Posición |
| Año  | Título                                                                                            | US R&B   | US Heat  | US Ind   |
| ---- | ------------------------------------------------------------------------------------------------- | -------- | -------- | -------- |
| 2009 | Respect Me - Primer álbum independiente - Lanzado: 29 de septiembre del 2009 - Clover G/Hi-Power  | —        | —        | —        |
| 2009 | Underground Legend 2 - Segundo álbum independiente - Lanzado: 24 de diciembre del 2009 - Clover G | —        | —        | —        |
| 2010 | Ahead of My Time - Tercer álbum independiente - Lanzado: 6 de julio del 2010 - Clover G           | —        | —        | —        |
| 2013 | The Black Dr. Kevorkian - Cuarto álbum independiente - Lanzado: 31 de octubre del 2013 - Clover G | —        | —        | —        |

### Bandas sonoras
| Año  | TÍtulo                                                                                                  | Posición | Posición | Posición |
| Año  | TÍtulo                                                                                                  | US R&B   | US Heat  | US Ind   |
| ---- | --- | -------- | -------- | -------- |
| 2014 | Don't Let the Music Industry Fool You - Primera banda sonora - Lanzado: 20 de abril del 2014 - Clover G | --       | --       | --       |

### Álbumes colaborativos
| Año  | Título | Posición | Posición | Posición | Posición |
| Año  | Título | US       | US R&B   | US Rap   | US Ind   |
| ---- | --- | -------- | -------- | -------- | -------- |
| 2005 | Kings of the South (con Z-Ro) - Primer álbum en colaboración - Lanzado: 29 de marzo del 2005 - Payday                                          | —        | 57       | —        | 48       |
| 2006 | Connected (con Mr. Capone-E) - Segundo álbum en colaboración - Lanzado: 14 de noviembre del 2006 - Thump                                       | —        | 39       | 18       | —        |
| 2007 | Still Connected (con Mr. Capone-E) - Tercer álbum en colaboración - Lanzado: 6 de noviembre del 2007 - Hi-Power                                | —        | 68       | —        | —        |
| 2008 | All Eyez on Us (con Young Noble) - Cuarto álbum en colaboración - Lanzado: 4 de marzo del 2008 - Real Talk Entertainment                       | 137      | 31       | 10       | 20       |
| 2009 | Certified (con Gudda Gudda) - Quinto álbum en colaboración - Released: 26 de mayo de 2009 - Real Talk Entertainment                            | —        | —        | —        | —        |
| 2011 | Let the Good Times Roll (con Da Stoner$) - Sexto álbum en colaboración - Lanzado: 20 de abril del 2011 - Clover G La Familia/Flyboy Since 1981 | —        | —        | —        | —        |

### Mixtapes
- 2005: Houston Is Mine
- 2006: Houston Is Mine Pt. 2
- 2007: Crown Me
- 2009: I Dont Write Shit
- 2009: King Muzick
- 2010: Lyrical Mayhem Vol. 1
- 2010: Go Hard
- 2010: King Of Texas
- 2010: Ladiez Nite Vol. 1
- 2010: Crown Me 2
- 2010: Reasonable Clout
- 2010: My B-day (March 3rd 2010) Da Mixtape
- 2010: The Art Of The Freestyle Pt. 3
- 2010: Flip The Scrypt
- 2010: The Punisher
- 2010: Invincible
- 2010: Dangerous
- 2010: Crown Me Pt. 3
- 2011: My B-Day Mixtape
- 2012: #The Turtle Won The Race
- 2013: My B-day 32 (The Mixtape)
- 2013: #Timeless
- 2013: #Timeless II
- 2014: White Cup Gang (con Stubba Lean & Street Action)
- 2014: My B-Day 33
- 2014: Welcome 2 The Clover (con Absent)
- 2014: #Timeless III
- 2014: #ScrewLuv
- 2014: #Timeless IV

## Singles

### Propios
| Año  | Canción                                    | Posición     | Posición | Posición | Álbum             |
| Año  | Canción                                    | U.S. Hot 100 | U.S. R&B | U.S. Rap | Álbum             |
| ---- | ------------------------------------------ | ------------ | -------- | -------- | ----------------- |
| 2000 | "I Can Do Dat"                             | –            | -        | –        | The Leprechaun    |
| 2002 | "The Way We Ball"                          | –            | 59       | –        | Undaground Legend |
| 2004 | "Game Over (Flip)"                         | 15           | 8        | 1        | U Gotta Feel Me   |
| 2004 | "Sunshine" (feat. Lea)                     | 2            | 2        | 2        | U Gotta Feel Me   |
| 2005 | "What It Do" (feat. Mannie Fresh)          | –            | 71       | –        | I Need Mine       |
| 2007 | "Ghetto Mindstate" (feat. Lyfe Jennings)   | –            | 77       | –        | I Need Mine       |
| 2009 | "Heartbreaker" (feat. Eeden & Sean Thomas) | –            | –        | –        | Ahead of My Time  |

### Colaboraciones
| Año  | Canción | Posición     | Posición | Posición | Álbum                   |
| Año  | Canción | U.S. Hot 100 | U.S. R&B | U.S. Rap | Álbum                   |
| ---- | --- | ------------ | -------- | -------- | ----------------------- |
| 2003 | "Like a Pimp" (David Banner feat. Lil' Flip)                                                                           | 48           | 15       | 10       | Mississippi: The Album  |
| 2003 | "Tear It Up" (Yung Wun feat. DMX, Lil' Flip, & David Banner)                                                           | 71           | 42       | 21       | The Dirtiest Thirstiest |
| 2003 | "Ridin' Spinnas" (Three 6 Mafia feat. Lil' Flip)                                                                       | –            | 62       | –        | Da Unbreakables         |
| 2003 | "Never Really Was" (Mario Winans feat. Lil' Flip)                                                                      | -            | 90       | -        | Hurt No More            |
| 2004 | "Balla Baby (Remix)" (Chingy feat. Lil' Flip & Boozie)                                                                 | 20           | 17       | 7        | Powerballin'            |
| 2005 | "Turn It Up" (Chamillionaire feat. Lil' Flip)                                                                          | 41           | 31       | 9        | The Sound of Revenge    |
| 2005 | "Draped Up (Remix)" (Bun B feat. Lil Keke, Slim Thug, Chamillionaire, Paul Wall, Mike Jones, Aztek, Lil' Flip, & Z-Ro) | –            | 45       | –        | Trill                   |
| 2008 | "Joyride" (Smoothvega feat. Lil' Flip)                                                                                 | 91           | -        | 102      | 3.10.85                 |

### Apariciones especiales
| Título                                  | Año  | Otros artistas                                               | Álbum                                     |
| --------------------------------------- | ---- | ------------------------------------------------------------ | ----------------------------------------- |
| "Radio"                                 | 2001 | Papa Reu, Hawk                                               | U Know Me                                 |
| "2 Much $"                              | 2001 | Big Tiger, Slim Thug                                         | I Came to Wreck                           |
| "We Gon Lean"                           | 2001 | Lil' Troy, R-Dis                                             | Back to Ballin                            |
| "Fuck tha Game"                         | 2002 | Young Buck                                                   | Born to Be a Thug                         |
| "All About Money"                       | 2002 | Juvenile, Skip                                               | 600 Degreez                               |
| "Still Spinnin'"                        | 2002 | The Rally Boys                                               | Up in Yo Hard                             |
| "Street Niggaz"                         | 2002 | Hobo Tone, Red & B-Rich                                      | Hobolavirus                               |
| "It's About to Go Down"                 | 2002 | Big Moe, Toon, Mr. 3-2, D-Gotti, Noke D                      | Purple World                              |
| "Rollin' on Dubs"                       | 2002 | Tow Down, Papa Reu                                           | Chicken Fried Steak                       |
| "Down South Texan"                      | 2002 | 1 da Boy, Pimp C                                             | Down South Texan                          |
| "Only Way to Shine (Remix)"             | 2002 | Sam Houston Boys, Lil' Keke, Ajax                            | Stay Real                                 |
| "Like a Pimp"                           | 2003 | David Banner                                                 | Mississippi: The Album                    |
| "Talk to Me"                            | 2003 | David Banner                                                 | MTA2: Baptized in Dirty Water             |
| "Bout Our Money"                        | 2003 | David Banner                                                 | Undaground Vol. 1                         |
| "Screwed Up"                            | 2003 | Ludacris                                                     | Chicken-n-Beer                            |
| "Get Down"                              | 2003 | Yo Gotti                                                     | Life                                      |
| "Freestyle Drill"                       | 2003 | Color Changin' Click                                         | The Army                                  |
| "Too Much"                              | 2003 | Criminal Manne, 8Ball & MJG                                  | Neighborhood Dope Manne                   |
| "Move Around"                           | 2003 | Meechie, Slim Thug, Hawk                                     | Move Around                               |
| "Mo-PWA"                                | 2003 | 5th Ward Boyz, Big Lou                                       | Word Is Bond                              |
| "How I Feel"                            | 2003 | Lexx                                                         | Connected                                 |
| "Top Down"                              | 2003 | Mr. Bigg                                                     | The Mask Is Off                           |
| "Ridin' Spinners"                       | 2003 | Three 6 Mafia                                                | Da Unbreakables                           |
| "Rainbow Colors"                        | 2003 | Three 6 Mafia                                                | Da Unbreakables                           |
| "Rollin' on 20's"                       | 2003 | Yung Redd                                                    | 2 Fast 2 Furious                          |
| "Rock n' Roll (Remix)"                  | 2003 | Fam-Lay, Kelis, Pharrell                                     | Rock n' Roll (Remix)                      |
| "Can't Nobody (Remix)"                  | 2003 | Kelly Rowland                                                | Can't Nobody                              |
| "Grippin' the Grain (Remix)"            | 2003 | Bone Crusher, Bun B, La Chat                                 | rowspan="5" TBA                           |
| "Weekend"                               | 2003 | Playa                                                        |                                           |
| "What's Ya Number?"                     | 2003 | Playa                                                        |                                           |
| "Represent It"                          | 2003 | 8Ball & MJG, T.I.                                            |                                           |
| "True"                                  | 2003 | Paul Wall & Chamillionaire                                   |                                           |
| "Welcome to the South"                  | 2004 | Young Buck, David Banner                                     | Straight Outta Cashville                  |
| "Boy"                                   | 2004 | Nelly, Big Gipp                                              | Sweat                                     |
| "Me Money"                              | 2004 | Young Jeezy                                                  | Tha Streets Iz Watchin                    |
| "Don't Stop the Music"                  | 2004 | DJ Kay Slay, E-40, Lil' Mo                                   | The Streetsweeper, Vol. 2                 |
| "Sick wit da Flip"                      | 2004 | Miri Ben-Ari, E-40, Czar-Nok                                 | The Hip-Hop Violinist                     |
| "Tear It Up"                            | 2004 | Yung Wun, DMX, David Banner                                  | The Dirtiest Thirstiest                   |
| "Let's Go"                              | 2004 | Al Kapone, E-40                                              | It Ain't Over                             |
| "State Your Name, Gangsta"              | 2004 | Game, Cassidy                                                | Westside Story                            |
| "Stunt 187"                             | 2004 | Mr. Porter, Game, Young Zee                                  | Invasion Part 3 - Countdown to Armageddon |
| "Platinum Stars"                        | 2004 | Chamillionaire, Bun B                                        | The Mixtape Messiah                       |
| "Ballers"                               | 2004 | Body Head Bangerz                                            | Body Head Bangerz, Vol. 1                 |
| "Now"                                   | 2004 | Play-n-Skillz                                                | The Process                               |
| "Gotta Get Paid"                        | 2004 | Ghostface Killah, Raekwon, Big Shasta                        | Blade: Trinity                            |
| "Balla Baby (Remix)"                    | 2004 | Chingy, Boozie                                               | Powerballin'                              |
| "Naughty Girl (Remix)"                  | 2004 | Beyoncé                                                      | Naughty Girl                              |
| "Never Really Was (Remix)"              | 2004 | Mario Winans                                                 | Never Really Was                          |
| "Dammit Man (Remix)"                    | 2004 | Pitbull                                                      | Money Is Still a Major Issue              |
| "I Sho Will (Remix)"                    | 2004 | Lil' Wyte                                                    | I Sho Will (Remix)                        |
| "Certified Gangstas (Remix)"            | 2004 | Jim Jones, Game, Bezel                                       | Superball Weekend Mixtape                 |
| "Hoe Check"                             | 2004 | Baby D, Lil' Jon                                             | rowspan="2" TBA                           |
| "Stay Rich"                             | 2004 | Twip                                                         |                                           |
| "Real Niggas"                           | 2005 | Young Buck, Big Shasta                                       | Welcome to the Hood                       |
| "Turn It Up"                            | 2005 | Chamillionaire                                               | The Sound of Revenge                      |
| "Still Ballin'"                         | 2005 | Messy Marv, Big Shasta                                       | Bandannas, Tattoos & Tongue Rings         |
| "Ya Heard Me"                           | 2005 | Luke and Q                                                   | Ya Heard Me                               |
| "Diamondz"                              | 2005 | Moink                                                        | Straight Out da Trunk                     |
| "It's Whatever"                         | 2005 | Moink, Lil' Ron                                              | Straight Out da Trunk                     |
| "Daytons/Swangers"                      | 2005 | Player Dee                                                   | Player Dee                                |
| "Frontin n' Fakin"                      | 2005 | Lucky-Ray, Carleeto, J-Murder, Real                          | Bang!!!                                   |
| "What's Goin On"                        | 2005 | Lucky-Ray, Big Shasta                                        | Bang!!!                                   |
| "Where My Ladies At"                    | 2005 | Lucky-Ray                                                    | Bang!!!                                   |
| "What Would You Do"                     | 2005 | Lucky-Ray                                                    | Bang!!!                                   |
| "From the South"                        | 2005 | Z-Ro, Paul Wall                                              | Let the Truth Be Told                     |
| "Underground Legend"                    | 2005 | Clinton Sparks                                               | Maybe You've Been Brainwashed             |
| "Yes Sir"                               | 2005 | Dirty Red, Young Muhammad                                    | Gift of Gab                               |
| "Comin' Up"                             | 2005 | Pimp C, Z-Ro                                                 | Sweet James Jones Stories                 |
| "Don't Cha Get Mad"                     | 2005 | Three 6 Mafia                                                | Most Known Unknown                        |
| "Draped Up (Remix)"                     | 2005 | Bun B, The H-Town All Starz                                  | Trill                                     |
| "Call Me (Remix)"                       | 2005 | Play-n-Skillz, Chamillionaire, Young Chris                   | The Album Before the Album                |
| "Everywhere We Go"                      | 2006 | X1                                                           | Young, Rich and Gangsta                   |
| "Don't Hate Me"                         | 2006 | Partners-N-Crime, Skip                                       | Club Bangaz                               |
| "On My Block"                           | 2006 | Rolo                                                         | It's Goin' Down                           |
| "Comin' Down"                           | 2006 | B.A. Boys                                                    | Days of Being Broke                       |
| "Big Problems"                          | 2006 | DJ Kay Slay & Greg Street, Lil' Jon, Lil' Scrappy, Lil' Wyte | The Champions: North Meets South          |
| "Drop Top Chevy"                        | 2006 | Mr. Capone-E, Mr. Criminal                                   | Don't Get It Twisted                      |
| "Poppin' My Collar (Cracktracks Remix)" | 2006 | Three 6 Mafia, DMX, Mr. Bigg, Project Pat                    | Poppin' My Collar (Cracktracks Remix)     |
| "I Luv It (Remix)"                      | 2006 | Young Jeezy, Busta Rhymes, Trina, Jim Jones                  | TBA                                       |
| "Screwed to da Game"                    | 2007 | Prophet Posse, Kelo                                          | The Return, Part 1                        |
| "Lovely Day"                            | 2007 | Z-Ro, Big Shasta                                             | King of tha Ghetto: Power                 |
| "I Take Respect"                        | 2007 | Mr. Criminal, Mr. Silent                                     | Ryder Muzic                               |
| "Trunk Bangin'"                         | 2007 | Shei Atkins                                                  | Girl Talk                                 |
| "It's Been One"                         | 2007 | Playalitical, James Guypon                                   | Code Green                                |
| "Flavor of the Week"                    | 2007 | Yella Fella, Tum Tum                                         | rowspan="2" TBA                           |
| "Hit the Dancefloor (Remix)"            | 2007 | Lil' Peace, Rasheeda                                         |                                           |
| "Maan (The G Mix)"                      | 2008 | Big Moe, Mike D, A-3                                         | Unfinished Business                       |
| "Holdin'"                               | 2008 | Big Moe, Big Pokey, Tyte Eyez                                | Unfinished Business                       |
| "Let's Talk About Big Money"            | 2008 | Mr. Criminal, Mr. Silent                                     | Rise 2 Power                              |
| "Joyride"                               | 2008 | Smoothvega                                                   | 3.10.85                                   |
| "Southside"                             | 2009 | Z-Ro                                                         | Cocaine                                   |
| "Thank You"                             | 2009 | Z-Ro                                                         | Cocaine                                   |
| "She Ain't Got It All"                  | 2009 | Dorrough                                                     | Dorrough Music                            |
| "Anythang"                              | 2010 | Chingy                                                       | Success & Failure                         |
| "Rags 2 Riches"                         | 2010 | The Bilz and Kashif                                          | Breaking Barriers                         |
| "Fakerz"                                | 2011 | Cashis, Mitchy Slick                                         | The Vault                                 |
| "Take My Time"                          | 2012 | Z-Ro                                                         | Angel Dust                                |
| "U Can Do It"                           | 2013 | J-Hood, Project Pat, Ron Browz, Torch                        | TBA                                       |